# 1053

## Evenimente
- 18 iunie: Bătălia de la Civitate (în apropiere de Foggia): deși sprijinite de trupe trimise de împăratul Henric al III-lea, forțele papale sunt zdrobite de către 3.000 de călăreți normanzi comandați de Umfred de Apulia și Richard de Aversa; suveranul pontif Leon al IX-lea este capturat de normanzi.

### Nedatate
- Căsătoria dintre Guillaume I, ducele Normandiei, și Matilda de Flandra.
- Dinastia almoravizilor cucerește regatul Sijilmassa, din nordul Marocului.
- Triburile pecenegilor trec Dunărea, atacând în mod constant Bizanțul.

## Arte, științe, literatură și filozofie
- 9 iunie: La Saint-Denis, moaștele sfântului sunt recunoscute ca fiind sfinte.

## Nașteri
- 7 iulie: Shirakawa, împărat al Japoniei (d. 1129)
- Guibert de Nogent, cronicar francez (d. 1124)
- Vladimir al II-lea "Monomahul", cneaz de Kiev (d. 1125)

## Decese
- 15 aprilie: Godwin, conte de Wessex (n. 990)
- Ilarion, patriarh de Kiev (n. 990)